# Joan Vilanova (organista)
Joan Vilanova (? – ?) fou organista i mestre de capella català.

## Biografia
Gràcies a la recerca de Gabriel Castellà, sabem que a mitjans del segle XVII l’organista de la basílica de Santa Maria d'Igualada fou Joan Vilanova; ja que el Llibre de Taula del clavari conté un buit cronològic entre els anys 1606 – 1663.
Gràcies a un rebut del 4 de febrer de 1645, tenim constància que Vilanova rebia «deu lliures per ajuda de costa de tocar lo orga y les sinch lliures per lo salari de relotger.» Un altre rebut del 28 de novembre de 1649, ens confirma que Joan Vilanova rebia del consell de la confraria de Sant Isidre 12 lliures «per lo die de la 8ª de Corpus per la cantoria de las completes.» El seu sou d’organista i rellotger, va començar a augmentar en quantitat de forma progressiva, arribant a les 20 lliures anuals l’any 1660.
També sabem que tenia una filla, Angelina Vilanova, que es va casar amb Joan Jutglar, mestre de minyons.
Se suposa que va morir entre la tardor de 1660 i l'estiu de 1662.